# Tabaluga und das verschenkte Glück
Tabaluga und das verschenkte Glück ist ein Konzeptalbum von Peter Maffay aus dem Jahr 2003. Das Album ist als Musical für Kinder aufgebaut, auf dem sich erzählte Passagen und Lieder abwechseln. Nach Tabaluga und Lilli war es das vierte Album der Reihe um den Drachen Tabaluga.

## Entstehung und Veröffentlichung
Die Erstveröffentlichung von Tabaluga und das verschenkte Glück erfolgte am 20. Oktober 2003 bei Ariola. Das Album erschien in seiner Originalausführung auf CD mit zwölf Titeln (EAN: 743219143921).
Die Musik und Texte aller Titel wurden von Carl Carlton (1, 3, 9, 10, 11), Bertram Engel (1, 3, 9, 10, 11), Gregor Rottschalk (2, 3, 4, 5, 6, 7, 8, 9, 10, 11, 12), Ken Taylor (2,8), Helme Heine (2, 3, 4, 5, 6, 7, 8, 9, 10, 11, 12), Franco Parisi (3), Andreas Dorn (3), Jean-Jacques Kravetz (4, 5, 6, 12), Pascal Kravetz (4, 5, 6, 12) und Andreas Becker (5,7) komponiert und geschrieben. Für die Produktion aller Lieder zeichneten Peter Maffay, Bertram Engel und Carl Carlton verantwortlich.

## Inhalt und Stil
Bei Tabaluga und das verschenkte Glück handelt es sich stilistisch um ein Musical, Pop-Rock-Album. Inhaltlich behandelt das Album überwiegend Lieder, die sich mit dem Thema Liebe auseinandersetzen.

## Titelliste
1. Intro "Tabaluga und das verschenkte Glück" – 2:35
2. Drachen empor – 5:17
3. Glück und Glas – 5:30
4. Gold – 5:36
5. Der Bach – 6:36
6. Freunde [Tabaluga] – 4:18
7. Der Pechvogel – 7:06
8. Schönheit – 5:23
9. Das Feuer – 8:41
10. Übermut – 4:44
11. Der Spiegel – 6:43
12. Das verschenkte Glück – 6:10

## Mitwirkende (Auswahl)
- Peter Maffay (Gesang 2–12, Gitarre 5)
- Pascal Kravetz (Gesang 2, Akkordeon 10, Bass 1, Chor 3, 4, 6, 8–11, Gitarre 4,6, Keyboards 1, 4, 6, Orgel 9, Percussion 1, 4, 6, Piano 1)
- Bertram Engel (Gesang 2, Akustikgitarre 9, Chor 3, 7, 8, 10, 11, Becken 2, Schlagzeug 3, 4, 7–11, Keyboards 3, 11, Percussion 3, 7, 9–11)
- Ken Taylor (Gesang 2, Bass 2–12, Chor 8, Keyboards 2,8)
- Andreas Becker (Chor 7, Gitarre 2,7, Keyboards 7)
- Carl Carlton (Gesang 2, Chor 8,10, Gitarre 1, 3, 8, 9, 10, Keyboards 10, Mandoline 10)
- Kinderchor Ene Mene Minke (Chor 8)
- Leon Taylor (Chor 8, Rap 8)
- Sheryl Hackett (Gesang 2, Chor 3, 11)
- Jean-Jacques Kravetz (Keyboards 5, 12)

## Kommerzieller Erfolg

### Chartplatzierungen
| ChartsChartplatzierungen | Höchstplatzierung | Wochen |
| ------------------------ | ----------------- | ------ |
| Deutschland (GfK)        | 3 (28 Wo.)        | 28     |

### Auszeichnungen für Musikverkäufe
| Land/Region        | Auszeichnungen für Musikverkäufe (Land/Region, Auszeichnung, Verkäufe) | Verkäufe |
| ------------------ | ---------------------------------------------------------------------- | -------- |
| Deutschland (BVMI) | 3× Gold                                                                | 300.000  |
| Insgesamt          | 1× Gold · 1× Platin ·                                                  | 300.000  |